# Henriette Wienecke
Sigrid Ingeborg Henriette Wienecke (13. marts 1819 – 18. april 1907) var en norskfødt komponist, som virkede i København.
Hun blev i 1834 gift med sin musiklærer, den danske sanger Friedrich Ferdinand Wienecke, der i nogle år var ansat på teatret i Christiania. I 1839 flyttede familien til København, hvor både Friedrich og Henriette Wienecke uden held forsøgte at få ansættelse ved Det Kongelige Teater.
Efter nogle år i København blev hun religiøst vakt, og i 1848 begyndte hun at komponere salmer. Hun og manden gik flittigt til Vartov for at høre Grundtvig prædike, og de holdt selv holdt i deres hjem en slags religiøs salon, hvor man sang salmer, læste fra Bibelen og diskuterede åndelige emner.
Hendes produktion af sange og salmer er ret stor, mere end 80 numre, og så vidt vides blev alle hendes arbejder udgivet først i småhæfter og siden i 2 samlinger.